# Hil (Azerbaigian)
Hil è un comune dell'Azerbaigian situato nel distretto di Qusar. Conta una popolazione di 5 022 abitanti.